# Friendster
Friendster est un site Web de réseau social essentiellement pour les jeux basé à Kuala Lumpur en Malaisie. Il a été initialement fondé à Mountain View (Comté de Santa Clara en Californie aux États-Unis) par Jonathan Abrams en mars 2002. Friendster était basé sur les techniques de cercles et de réseaux d'amis pour mettre en contact des personnes dans des communautés virtuelles et faire la démonstration du  phénomène du petit monde et est considéré comme l'ancêtre des réseaux sociaux. Il comptait 115 millions d'utilisateurs en juin 2011 et est surtout utilisé en Asie du Sud-Est.

## Historique
Friendster a été lancé en 2002 par un investissement de 12 millions de dollars de la part de Kleiner Perkins Caufield & Byers et de Benchmark Capital. Son nom est un mot-valise formé à partir de friend (ami) et Napster, un des premiers services d'échange de fichiers musicaux.
Friendster était considéré comme le numéro un des sites de réseau social en ligne jusque vers avril 2004 où il a été dépassé par MySpace du point de vue du nombre de pages affichées, selon Nielsen Online. Friendster a ensuite aussi été concurrencé par des sites « tout en un » comme Windows Live Spaces, Bebo, Yahoo! 360, Facebook, Twitter  et hi5.
Google a offert 30 millions de dollars (environ 20 millions d'euros) pour racheter Friendster en 2003, offre qui a été déclinée.
En avril 2004, John Abrams a perdu son poste de PDG et Tim Koogle a pris sa place en tant que PDG temporaire. Koogle avait été PDG de Yahoo! par le passé. Il a été remplacé par Scoot Sassa en juin 2004. Sassa a quitté son poste en mai 2005 pour être remplacé par Taek Kwon. Kent Lindstrom succéda à ce dernier, après une recapitalisation de Kleiner et Benchmark qui a évalué Friendster à moins d'un 21e de sa valeur de 2003. Friendster a été recapitalisé avec 10 millions de dollars par DAG Ventures en aout 2006 puis avec 20 millions en aout 2008 par IDG Ventures.
La décision de Friendster de rester indépendant au lieu de se laisser racheter par Google en 2003 est considérée comme l'une des plus grosses bévues de la Silicon Valley, selon l'Associated Press.
La compagnie a été rachetée en décembre 2009 par MOL Global pour 26,4 millions de dollars. En juin 2011, Friendster a été repositionné, ne se focalisant plus sur l'aspect réseau social mais sur les jeux sociaux pour ne plus avoir à concurrencer Facebook mais à le compléter.
Le 14 juin 2015 le site n'est plus fonctionnel. Une note sur la page d'accueil intitulée « Friendster Prend une Pause » explique que l'industrie communautaire du jeu en ligne a profondément changé, ce qui a amené la direction à repenser ses priorités stratégique, et de conclure « Nous avons donc pris la décision de mettre nos services en pause à compter du 14 juin, 2015 ».

## Brevet
À la suite de la demande de brevet déposée le 16 juin 2003, Friendster a obtenu le brevet en 2006 portant sur une méthode et un système de calcul, d'affichage et d'action sur les relations dans un réseau social. Nommé Réseau d'amis, car la méthode combine celles du  « cercle d'amis » et du « réseau de contact », le système collecte des informations descriptives sur plusieurs personnes et leur permet d'indiquer avec qui ils ont un lien dans la vraie vie. Ces données descriptives et ces données concernant les relations sont intégrées et traitées afin de calculer les séries de relations sociales qui relient deux personnes dans un réseau social. Le chemin ainsi tracé entre deux personnes peut être affiché. De plus, le réseau social lui-même peut être affiché à n'importe quel degré d'éloignement. Un utilisateur du système peut déterminer le chemin optimal de relations pour atteindre les personnes avec lesquelles il souhaite entrer en contact. Un outil de communication permet aux personnes d'être présentées (ou de se présenter) afin d'amorcer une communication directe.
Le 8 août 2010, Facebook achète la totalité des 18 brevets de Friendster contre 40 millions de dollars.

## Les vidéos sur Friendster
Friendster a une page de vidéos qui permet d'ajouter des vidéos à son profil. Les sources sont YouTube, Crackle, Sharkle, et bien d'autres, sauf MySpace. Ceci est dû au fait que MySpace soit un concurrent de Friendster.

## Friendster dans d'autres langues
Friendster est disponible en anglais, chinois traditionnel, chinois simplifié, japonais, coréen et espagnol. La langue peut être changée grâce aux liens placés dans le coin supérieur droit de friendster.com.